# Chililitli
El chililitli, caililiztli o tzililitli es un instrumento de percusión de origen azteca. Se trata de un disco de cobre que se golpea con un martillo de madera o metal.